# 朱奈納

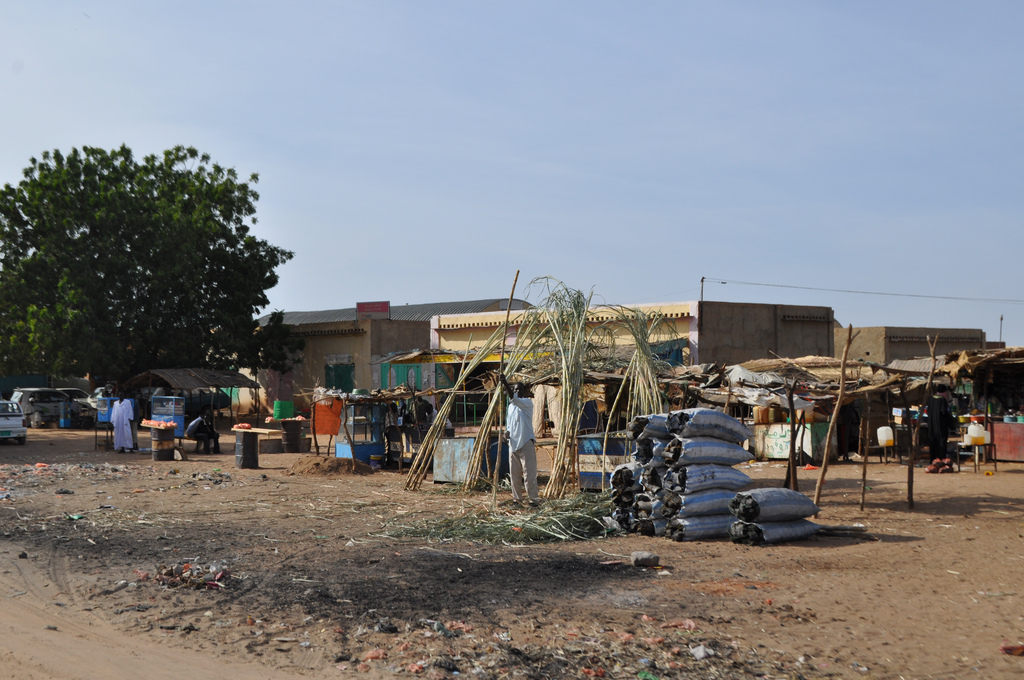
朱奈納

朱奈納（Geneina）是蘇丹共和國西達佛省首府，位在查德國境附近，人口17萬，東北方有朱奈納機場。達佛衝突深刻化之後，成為難民集中地之一。
13°27′N 22°27′E / 13.450°N 22.450°E